# Scorpaena brasiliensis
Scorpaena brasiliensis är en fiskart som beskrevs av Cuvier 1829. Scorpaena brasiliensis ingår i släktet Scorpaena och familjen Scorpaenidae. Inga underarter finns listade i Catalogue of Life.